# Nancy Kwan
Nancy Kwan Jiaqian (cinese tradizionale: 關家蒨; pinyin: Guān Jiāqiàn; Hong Kong, 19 maggio 1939) è un'attrice cinese naturalizzata statunitense, che ha avuto un ruolo predominante nell'accettazione di attori asiatici americani nelle maggiori produzioni hollywoodiane.
Divenne nota soprattutto per il personaggio di Suzie Wong e per la sua bellezza esotica che, durante gli anni sessanta, ne fecero un vero e proprio sex symbol.

## Biografia

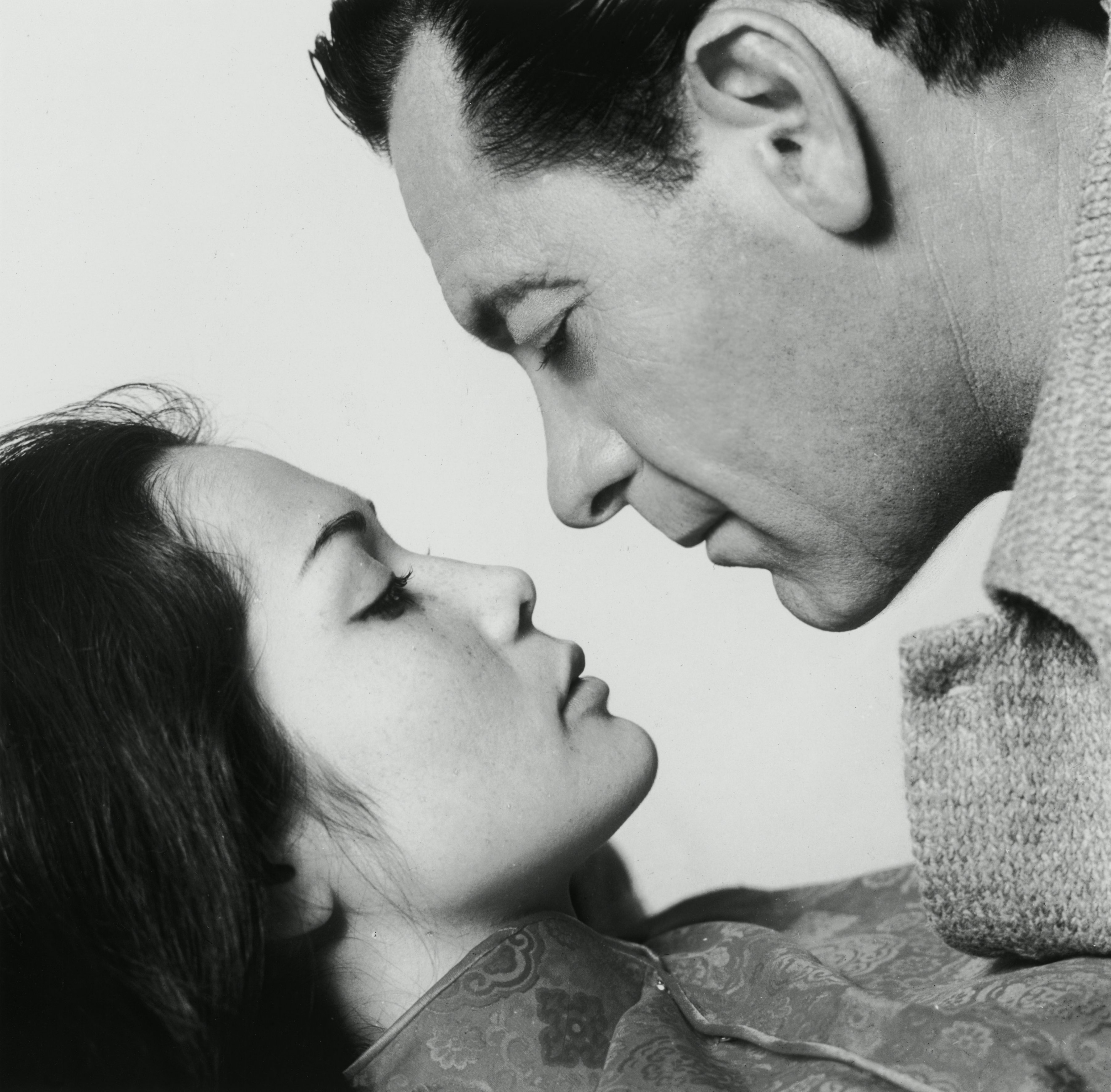
Kwan con William Holden nel film Il mondo di Suzie Wong (1960)

Nata a Hong Kong dall'architetto cantonese Kwan Wing-hong e dalla modella scozzese Marquita Scott, Nancy crebbe però con un solo genitore, poiché i due divorziarono quando la figlia aveva solo due anni.
Durante l'invasione giapponese del dicembre 1941, il padre di Nancy, che lavorava per l'intelligence britannica, fuggì dalla città insieme alla bambina e all'altro figlioletto Ka-keung, nascondendosi nella Cina occidentale. Alla fine della seconda guerra mondiale la famiglia si trasferì nuovamente a Hong Kong. Durante l'adolescenza, Nancy fu mandata a studiare alla Royal Ballet School di Londra, con la quale si esibì nei saggi Il lago dei cigni e La bella addormentata al Covent Garden. Conclusa l'istruzione accademica, ottenne un certificato come insegnante di danza e tornò a Hong Kong con il proposito di aprire una scuola di ballo.
Mentre era in Inghilterra, fu notata dal produttore Ray Stark. Sebbene al tempo i personaggi asiatici nelle produzioni occidentali venissero spesso rappresentati da attori bianchi opportunamente truccati, la ventenne Kwan debuttò nel cinema interpretando una bellissima e spensierata prostituta di Hong Kong che con la sua dolcezza cattura l'attenzione dell'artista Robert Lomax (William Holden), il quale la sceglie come modella nel film Il mondo di Suzie Wong (1960) di Richard Quine. La pellicola fece immediatamente della Kwan una diva dello schermo e una delle attrici eurasiatiche più acclamate di Hollywood, benché nei successivi film non riuscisse più a bissare il grande successo dell'esordio. L'anno seguente recitò nel film musical Fior di loto (1961) di Henry Koster, accanto a James Shigeta.
Divenne un'icona di stile, grazie al taglio di capelli carré firmato da Vidal Sassoon ed esibito nel film The Wild Affair (1963) di John Krish. Tale acconciatura asimmetrica diventò un must negli anni '60, ed alcune sue variazioni sono popolari ancora oggi. Durante il decennio si divise tra gli Stati Uniti e l'Europa, recitando in diversi lungometraggi, come La grande attrazione (1962) di Daniel Petrie, Il comandante Robin Crusoe (1966) di Byron Paul, Arrivederci, Baby! (1966) di Ken Hughes, Missione compiuta stop. Bacioni Matt Helm (1968) di Phil Karlson, L'ultimo tramonto sulla terra dei Mc Masters (1970) di Alf Kjellin, ed alcune serie televisive, come Hawaii Squadra Cinque Zero.
Dal matrimonio con l'istruttore di sci austriaco Peter Pock, la Kwan ebbe un figlio, Bernhard (Bernie), che morirà nel 1996, a soli 33 anni, di AIDS. Nel 1972 l'attrice tornò a Hong Kong per stare vicino al padre, malato terminale. Alla sua morte, l'attrice sposò l'attore/produttore Norbert Meisel e tornò negli Stati Uniti, dove, dopo avere cominciato a diradare le sue apparizioni sul grande schermo, riprese a recitare in diverse produzioni televisive, sia come ospite che nel cast fisso. Tra le serie a cui partecipò, da ricordare Kung Fu, A-Team e E.R. - Medici in prima linea. Fino agli anni '90, inoltre, è apparsa in diversi spot pubblicitari. L'attrice è impegnata politicamente come portavoce per la Asian American Voters Coalition (Coalizione per i Votanti Asiatici Americani).

## Filmografia parziale
- Il mondo di Suzie Wong (The World of Suzie Wong), regia di Richard Quine (1960)
- Fior di loto (Flower Drum Song), regia di Henry Koster (1961)
- La grande attrazione (The Main Attraction), regia di Daniel Petrie (1962)
- La vergine in collegio (Tamahine), regia di Philip Leacock (1963)
- The Wild Affair, regia di John Krish (1963)
- Hotel delle vergini (Honeymoon Hotel), regia di Henry Levin (1964)
- Destino in agguato (Fate Is the Hunter), regia di Ralph Nelson (1964)
- Il comandante Robin Crusoe (Lt. Robin Crusoe, U.S.N.), regia di Byron Paul (1966)
- Arrivederci, Baby! (Drop Dead Darling), regia di Ken Hughes (1966)
- Il sigillo di Pechino (Die Hölle von Macao), regia di James Hill, Frank Winterstein (1967)
- In gamba... marinaio! (Nobody's Perfect), regia di Alan Rafkin (1968)
- Missione compiuta stop. Bacioni Matt Helm (The Wrecking Crew), regia di Phil Karlson (1968)
- Executive - La donna che sapeva troppo (The Girl Who Knew Too Much), regia di Francis D. Lyon (1969)
- L'ultimo tramonto sulla terra dei Mc Masters (The McMasters), regia di Alf Kjellin (1970)
- Le sensitive (Wonder Women), regia di Robert Vincent O'Neill (1973)
- That Lady from Peking, regia di Eddie Davis (1975)
- La pantera assassina (Night Creature), regia di Lee Madden (1978)
- Cambogia Express (Angkor: Cambodia Express), regia di Lek Kitaparaporn (1982)
- Walking The Edge, regia di Norbert Meisel (1985)
- Le chiavi della libertà (Keys to Freedom), regia di Steve Feke (1988)
- Il re di Hong Kong (Noble House) - miniserie TV (1988)
- Volo 243 atterraggio di fortuna (Miracle Landing), regia di Dick Lowry (1990) - film TV
- Dragon - La storia di Bruce Lee (Dragon: The Bruce Lee Story), regia di Rob Cohen (1993)
- Hollywood Chinese, regia di Arthur Dong (2007) - documentario

## Doppiatrici italiane
- Vittoria Febbi in Il comandante Robinson, In gamba... marinaio!
- Lilian Neyung in Il mondo di Suzie Wong
- Rita Savagnone in Destino in agguato
- Melina Martello in Missione compiuta stop. Bacioni Matt Helm
- Maria Grazia Dominici in Dragon - La storia di Bruce Lee

## Premi
- 1961 - Golden Globe come "Migliore esordiente donna", al pari di Ina Balin ed Hayley Mills
- Golden Ring Award
- Premio alla Carriera per l'Eccellenza nelle Arti Performative - Museo Cinese Americano di Los Angeles, California
- Premio alla Carriera, Chinatown di Los Angeles, giugno 2009